# Mesothes
Mesothes — род жесткокрылых насекомых семейства точильщиков.

## Описание
Надкрылья у бокового края с одним-тремя продольными бороздками. Тело продолговатое.

## Систематика
В составе рода:
- Mesothes canariensis Espańol & Orimí, 1984
- Mesothes ferrugineus (Mulsant et Rey, 1860)
- Mesothes granulatus Pic, 1907